# Cody Marshall
Cody Marshall (* 15. November 1982 in Randolph, Vermont) ist ein US-amerikanischer Skirennläufer, der auf die technischen Disziplinen Slalom und Riesenslalom spezialisiert ist. Seine Schwester Chelsea ist ebenfalls Skirennläuferin, sein Bruder Jesse beendete 2006 seine Karriere.

## Karriere
Sein erstes FIS-Rennen fuhr Marshall im Dezember 1997. Die ersten Einsätze im Alpiner Nor-Am Cup folgten im Januar 1999, aber erst seit der Saison 2002/03 geht er dort regelmäßig an den Start. Im Slalom von Sunday River erreichte er am 5. Januar 2005 erstmals die Top Ten, am nächsten Tag gelang ihm im zweiten Slalom mit Platz zwei der erste Podestplatz. In der Saison 2006/07 erreichte er zwei Podestplätze im Slalom und weitere zwei Platzierungen unter den besten zehn und sicherte sich damit den Sieg in der Slalomwertung. In der Saison 2007/08 feierte er im Slalom von Sunday River am 5. Januar 2008 den ersten Sieg, kam weitere zweimal auf das Podest und sicherte sich zum zweiten Mal den Gewinn der Slalomwertung. In der Gesamtwertung erreichte er Platz fünf.
Seinen ersten Start im Weltcup hatte Marshall am 25. Februar 2007 im Slalom von Garmisch-Partenkirchen, konnte sich aber in den ersten Rennen nie für den zweiten Durchgang qualifizieren. Erste Weltcuppunkte holte er am 12. Januar 2008 im Slalom von Wengen, wo er Platz 19 erreichte. Dies ist auch sein bisher bestes Ergebnis im Skiweltcup. Zum zweiten Mal punktete er mit Rang 23 im Slalom von Zagreb am 17. Februar 2008. In der Saison 2008/09 holte er nur einmal mit Rang 21 im Slalom von Zagreb Weltcuppunkte.
In der Nacht des 15. Juli 2009 erlitt Marshall schwere Kopfverletzungen, als er in einem Einkaufszentrum in Park City aus etwa sieben Metern Höhe von einer gesperrten Rolltreppe stürzte.

## Erfolge

### Weltcup
- 1 Platzierung unter den besten 20

### Nor-Am Cup
- Saison 2006/07: 1. Slalomwertung
- Saison 2007/08: 5. Gesamtwertung, 1. Slalomwertung
- 6 Podestplätze, davon 1 Sieg (Slalom in Sunday River am 5. Januar 2008)

### Europacup
- 1 Podestplatz

### Weitere Erfolge
- US-amerikanischer Vizemeister im Slalom 2008
- 14 Siege in FIS-Rennen (12× Slalom, 2× Riesenslalom)